# 呂曜志
呂 曜志（ろ ようし、注音仮名転写：ルー・ヤオジ、1976年5月21日 — ）は、中華民国の産業政策研究および計画学者であり、国立台湾大学農業経済学科卒業後、米国ミズーリ大学コロンビア校で経済学博士号を取得。現在、台北海洋科技大学の第11代学長を務めている。

## 来歴
1976年、呂曜志は台中県神岡郷筱雲山荘（現在の台中市神岡区）に生まれ、清代台湾最大の蔵書家である神岡三角仔呂家の第九代である。高祖父・呂汝玉は清朝の国子監の貢生であり、乙未戦争後、日本総督府の招きを受けて台中庁の地方事務に積極的に参与しました。明治28年（1895年）には捒東上堡区の総代に選任され、明治30年（1897年）には台湾総督府より紳章を授与され、翌年（1898年）には六等瑞宝章を叙勲しました。明治38年から大正元年（1905年〜1912年）にかけては台中庁参事として委任され、神岡の重要な地方指導者として尽力しました。外曾祖父は葫蘆墩の米商「全発行」の陳徳全、外祖父は「全発ゴム」「三光ゴム」「大倫バルーン」の創業者である陳宝賢。

彼の研究領域は、インド太平洋地域の主要国の産業および貿易政策の比較研究であり、特に政府がどのように科学技術政策を新興産業の発展へと結びつけるか、また資金・技術・人材といった供給側の政策を通じて国際競争および景気循環に対応するための中長期的な産業構造調整に焦点を当てている。さらに、長期的な国際貿易データや産業データを活用し、米国、EU、中国、日本、韓国、台湾の産業競争力を分析し、産業関連理論を用いて重要な経済貿易イベント（SARS、2008年金融危機、鳥インフルエンザなど）が国内産業に与える影響を評価している。2006年より、経済部工業局の「アジア産業競争力研究および政策計画プロジェクト」の責任者を務め（プロジェクト指導者は龔明鑫博士と張建一博士）、台湾の産業構造と製造業の輸出競争力の研究に加え、中国との貿易（主に輸出産業）の研究も行っている。台湾の経済学界においては、呉栄義、陳博志、許松根、曹添旺らの影響を大きく受けている。
産業政策研究に加え、貿易政策研究（元貿易局の委託により貿易振興分野を中心に）や中小企業政策（元中小企業処の委託により、国際化企業とAPEC中小企業課題を中心に）にも関与し、経済部工業局、貿易局、中小企業処の三部門から政策計画を委託された法人の主管を歴任した希少な人物である。また、長年にわたりAPEC中小企業大臣会合およびワーキンググループ会議に参加している。「三業四化」構想、中堅企業の発展支援計画、産業発展綱領、社会企業行動計画、台湾国際ブランドなど、行政院で承認された政策の策定にも携わった。
2014年末、台中市長当選者である林佳龍の招請を受け、台中市政府の経済発展局局長を務める。任期中に台中市経済発展諮問委員会を設置し、台中市産業発展自治条例を成立させ、台中市産業発展基金を設置。さらに、スマート機械および航空宇宙産業の高度化計画を推進し、「三井アウトレットパーク 台中港」「LaLaport」の誘致を成功させた。台中国際会展センターの設計・入札業務の完了（建設局主導），臺中國際展覽館興建落成、台中国際展示館の建設完了、台中市精密機械技術革新園区の標準工場の設計・入札、精密機械産業従業員向け住宅、太平産業創新園区と聚興産業園区の計画・建設、新建国市場の完成および旧建国市場の解体業務など、数多くのプロジェクトを遂行した。
2018年末に任期満了後、台湾経済研究院に復帰し、その後台北海洋科技大学に招かれ、研究事業の責任者および学術副学長などを歴任。2024年8月1日より学長代理を務め、同年12月17日に正式に第11代学長に就任。
研究機関や大学教育行政に加え、数回の総統選挙における産業経済政策の策定にも関与。2016年の蔡英文総統による「5+2産業革新計画」、2024年の頼清徳総統による「革新経済・智慧国家政綱」の策定に携わった。2006年以来、総統府、行政院、内政部、外交部、経済部、交通部、国家科学委員会、国家発展委員会、海峡交流基金会、証券取引委員会など、多くの政府機関の政策討議および実施にも関与している。

## 年表
- 平成18年 台湾経済研究院 研究二所 入社（亞洲經濟政策研究主幹）
- 平成23年 台湾経済研究院 研究二所 次長（産業政策擔當）
- 平成23年 米國ハワイEast-West Center 新世代セミナー 研修
- 平成25年 台湾経済研究院 研究八所 所長
- 平成26年 台中市政府 経済發展局 局長
- 平成27年 台中市食肉卸売市場 代表取締役 会長
- 平成27年 台湾水道水株式會社 取締役
- 平成31年 台北海洋科技大學 副学長
- 平成31年 中華郵政株式會社（台灣郵便局） 取締役 （交通部指定）
- 令和1年  通泰積體電路株式會社 筆頭社外取締役
- 令和2年  聯訊ベンチャーキャピタル株式會社 取締役 （國發會指定）
- 令和2年  台湾港務国際物流株式會社 取締役 （交通部指定）
- 令和2年  台湾大學 科技政策與産業發展研究中心 非常勤研究員
- 令和2年  内政部 国土審議会，土地収用審議会 委員
- 令和2年  国家政策投資基金審議会  委員
- 令和2年  民主進歩党系シンクタンク建設グループ 本部長
- 令和3年  財団法人台湾シンクタンク代表執行役
- 令和3年  證期會 先物産業開発基金  委員
- 令和4年  内政部 都市計画審議委員 委員*
- 令和4年  交通部 交通科技産業委員会 委員
- 令和5年  総統府戦略産業作業グループ 副事務局長
- 令和6年  外交部 諮問委員*
- 令和6年  台北海洋科技大學 学長*
- 令和6年  行政院 経済發展委員會 顧問*
- 令和7年  行政院 国家持続可能発展委員会 委員*